# Final Resolution 2007
Final Resolution 2007 è stata la terza edizione del pay-per-view prodotto dalla federazione Total Nonstop Action Wrestling (TNA). L'evento ha avuto luogo il 14 gennaio 2007 presso l'Impact Zone di Orlando in Florida.

## Risultati
| # | Match | Stipulazioni                                                                       | Durata         |
| - | --- | ---------------------------------------------------------------------------------- | -------------- |
| 1 | Jason Riggs and Johnny Riggs hanno sconfitto Serotonin (Kazarian e Havok)                                                   | Single match                                                                       | Dark match     |
| 2 | Lance Hoyt ha sconfitto Chase Stevens                                                                                       | Single match                                                                       | 02:04 Pre-show |
| 3 | Rhino ha sconfitto A.J. Styles                                                                                              | Last Man Standing match                                                            | 14:44          |
| 4 | Chris Sabin ha sconfitto Christopher Daniels (c) e Jerry Lynn                                                               | Fatal three-way match per il titolo TNA X Division Championship                    | 11:42          |
| 5 | Alex Shelley ha sconfitto Austin Starr                                                                                      | Single match e finale del Paparazzi Championship Series finals                     | 10:18          |
| 6 | James Storm (con Gail Kim) ha sconfitto Petey Williams                                                                      | Single match                                                                       | 06:41          |
| 7 | The Latin American Exchange (Homicide e Hernandez) (c) hanno sconfitto Team 3D (Brother Ray e Brother Devon) per squalifica | Tag team match per il titolo NWA World Tag Team Championship                       | 10:40          |
| 8 | Kurt Angle ha sconfitto Samoa Joe 3-2                                                                                       | Iron Man match                                                                     | 30:00          |
| 9 | Christian Cage ha sconfitto Abyss (c) (con James Mitchell) e Sting                                                          | Fatal three-way elimination match per il titolo NWA World Heavyweight Championship | 13:06          |
|   | (c) è riferito al campione in carica al momento dell'inizio del match.                                                      |                                                                                    |                |

## Iron man match
Il match a cui si riferisce questa tabella è il nono della tabella soprastante.
| Samoa Joe  | Sottomette | Kurt Angle | 12:54 | 1-0 |
| Kurt Angle | Sottomette | Samoa Joe  | 16:03 | 1-1 |
| Kurt Angle | Sottomette | Samoa Joe  | 18:56 | 1-2 |
| Samoa Joe  | Schiena    | Kurt Angle | 22:19 | 2-2 |
| Kurt Angle | Schiena    | Samoa Joe  | 24:41 | 2-3 |